# Prefectura apostólica de Baoqing
La prefectura apostólica de Baoqing, de Shaoyang, de Baojing o de Paoking (en latín: Praefectura Apostolica Paokingensis y en chino: 天主教宝庆监牧区) es una circunscripción eclesiástica de la Iglesia católica en China. Se trata de una prefectura apostólica latina, inmediatamente sujeta a la Santa Sede. Desde el 25 de abril de 2012 su administrador apostólico es el arzobispo Methodius Qu Ailin, obispo de la diócesis oficial de Hunán, aunque para el Anuario Pontificio es sede vacante desde el 19 de julio de 1963. La Asociación Patriótica Católica China suprimió la prefectura apostólica en 1991, y en 1999, sin el asentimiento de la Santa Sede, la hizo parte de la nueva diócesis de Hunán.

## Territorio y organización
La prefectura apostólica extiende su jurisdicción sobre los fieles católicos de rito latino residentes en parte de la provincia de Hunán.
La sede de la prefectura apostólica se encuentra en la ciudad de Shaoyang (antes llamada Baoqing). Sin embargo, desde la erección de la diócesis oficial de Hunán la sede de esta circunscripción patriótica se encuentra en la ciudad de Changsha, en donde se halla la Catedral de la Inmaculada Concepción.
En 1950 en la prefectura apostólica existían 4 parroquias.

## Historia
La prefectura apostólica fue erigida el 9 de febrero de 1938 con la bula Ad Christi nomen del papa Pío XI, obteniendo el territorio de la prefectura apostólica de Yongzhou (o Lingling). Fue confiada al cuidado pastoral de los Frailes Menores.
En el verano de 1949 la provincia de Hunán fue ocupada por el Partido Comunista de China, que se impuso en la guerra civil y proclamó la República Popular China el 1 de octubre de 1949. El 4 de septiembre de 1951 China comunista expulsó al nuncio apostólico Antonio Riberi y la Santa Sede continuó reconociendo a la República de China en Taiwán como el legítimo gobierno chino. Todos los misioneros extranjeros fueron expulsados de China comunista en 1952, entre ellos el prefecto apostólico presbítero Ladislaus Lombos.
La Asociación Patriótica Católica China fue creada con el apoyo de la Oficina de Asuntos Religiosos de la República Popular de China en 1957, con el objetivo de controlar las actividades de los católicos en China. Su nombre público es Iglesia católica china y es referida como la "Iglesia oficial" en contraposición a la "Iglesia subterránea" o "Iglesia clandestina" leal a la Santa Sede.
En el período de 1966 a 1976 la Revolución Cultural se ensañó especialmente contra la religión, destruyéndose numerosas iglesias y cesaron todas las actividades religiosas en la prefectura apostólica, que pudo reanudar sus operaciones a principios de la década de 1980.
La Asociación Patriótica Católica China suprimió la prefectura apostólica en 1991, luego de un reordenamiento de las sedes de la provincia de Hunán, en 1999 la fusionó en su nueva diócesis de Hunán con sede en Changsha, junto con la arquidiócesis de Changsha, las diócesis de Changde, Hengzhou y Yuanling, y las prefecturas apostólicas de Yueyang, Yongzhou, Xiangtan y Lizhou, sin el asentimiento de la Santa Sede.
El 22 de septiembre de 2018 se firmó en Pekín el Acuerdo provisional entre la Santa Sede y la República Popular de China sobre el nombramiento de los obispos. El 22 de octubre de 2020 el acuerdo fue prorrogado por otros dos años y en octubre de 2022 por otros dos años más. Sin embargo, ningún prefecto fue nombrado para la prefectura apostólica de Baoqing.
Debido a la situación particular de la Iglesia católica en China, la Santa Sede no nombra obispos para las diócesis chinas, que son sedes oficialmente vacantes incluso en presencia de obispos reconocidos por Roma.

## Estadísticas
Según el Anuario Pontificio 1951 la prefectura apostólica tenía a fines de 1950 un total de 1649 fieles bautizados.
| Año                                                                             | Población            | Población | Población      | Sacerdotes | Sacerdotes    | Sacerdotes    | Bautizados por sacerdote | Diáconos permanentes | Religiosos | Religiosos | Parroquias |
| Año                                                                             | Bautizados católicos | Total     | % de católicos | Total      | Clero secular | Clero regular | Bautizados por sacerdote | Diáconos permanentes | Varones    | Mujeres    | Parroquias |
| ------------------------------------------------------------------------------- | -------------------- | --------- | -------------- | ---------- | ------------- | ------------- | ------------------------ | -------------------- | ---------- | ---------- | ---------- |
| 1950                                                                            | 1649                 | 4 000     | 0.0            | 8          | 3             | 5             | 206                      |                      |            | 3          | 4          |
| Fuente: Catholic-Hierarchy, que a su vez toma los datos del Anuario Pontificio. |                      |           |                |            |               |               |                          |                      |            |            |            |

## Episcopologio
- Presbítero Ladislaus Lombos, O.F.M. † (3 de junio de 1938-19 de julio de 1963 falleció)
  - Sede vacante, desde 1963
  - Methodius Qu Ailin, consagrado el 25 de abril de 2012 (administrador, obispo de la diócesis oficial de Hunán)